# Liste der Baudenkmäler in Kottgeisering

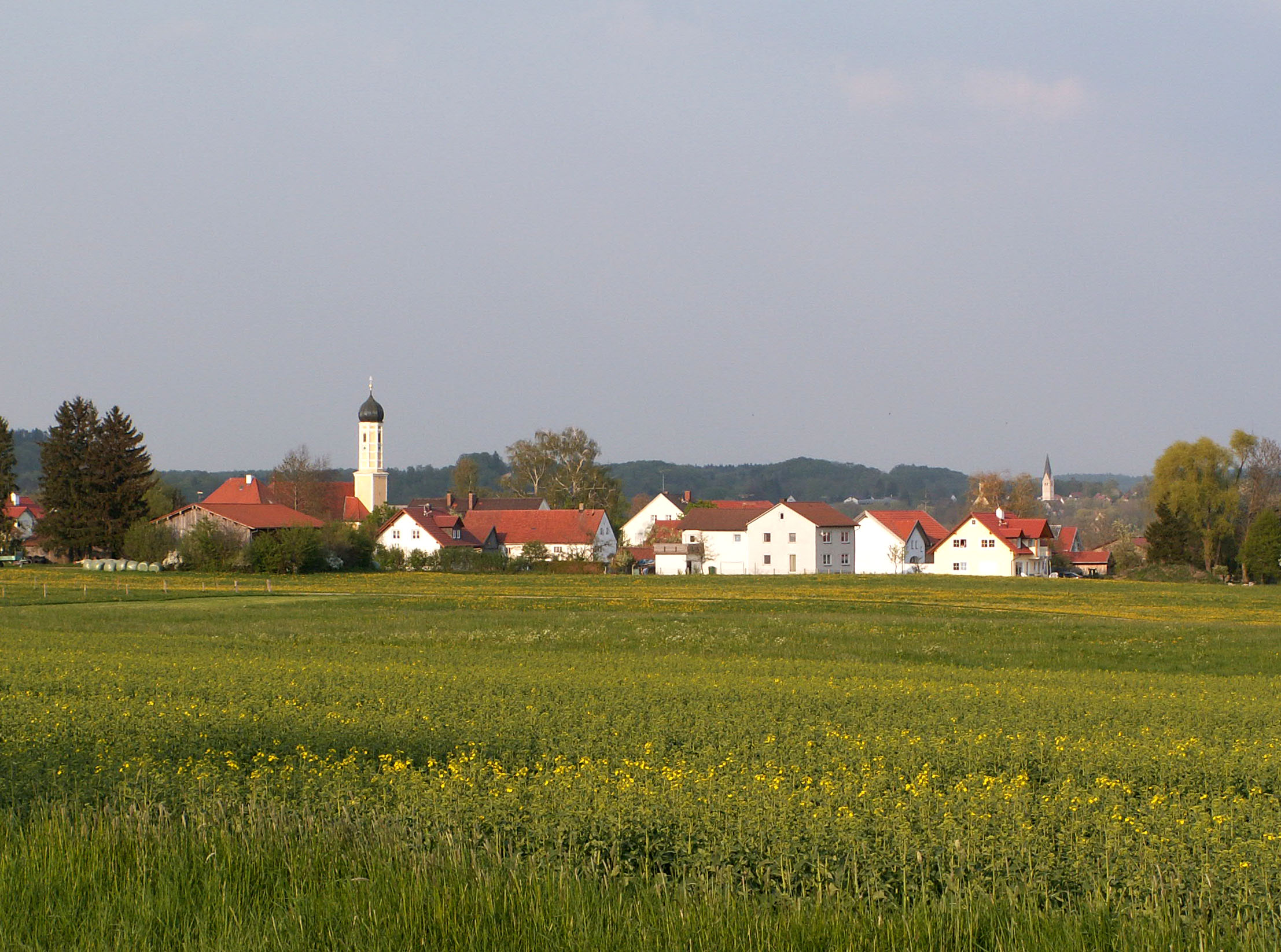
Blick auf Kottgeisering

Auf dieser Seite sind die Baudenkmäler in der oberbayerischen Gemeinde Kottgeisering zusammengestellt. Diese Tabelle ist eine Teilliste der Liste der Baudenkmäler in Bayern. Grundlage ist die Bayerische Denkmalliste, die auf Basis des Bayerischen Denkmalschutzgesetzes vom 1. Oktober 1973 erstmals erstellt wurde und seither durch das Bayerische Landesamt für Denkmalpflege geführt wird. Die folgenden Angaben ersetzen nicht die rechtsverbindliche Auskunft der Denkmalschutzbehörde.

## Baudenkmäler nach Ortsteilen

### Kottgeisering
| Lage                                    | Objekt                               | Beschreibung | Akten-Nr.     | Bild                  |
| --------------------------------------- | ------------------------------------ | --- | ------------- | --------------------- |
| Ammerseestraße (Standort)               | Wegkreuz                             | Hölzernes Kruzifix mit gusseisernem Corpus, zweite Hälfte 19. Jahrhundert. | D-1-79-131-29 | Wegkreuz              |
| Ammerseestraße 8 (Standort)             | Wegkreuz                             | Gusseiserner Corpus auf hölzernem Kreuz, zweite Hälfte 19. Jahrhundert. | D-1-79-131-8  | Wegkreuz              |
| Ammerseestraße 17 (Standort)            | Katholische Pfarrkirche St. Valentin | Barocker Saalbau mit leicht eingezogenem dreiseitigem Chorschluss und Südturm mit Zwiebelhaube, wohl nach Plänen von Nikolaus Schütz neu errichtet 1774, 1842 verlängert; mit Ausstattung.                                       | D-1-79-131-1  | weitere Bilder        |
| Bankäcker (Standort)                    | Bildstock                            | 17./18. Jahrhundert. | D-1-79-131-5  | weitere Bilder        |
| Bankäcker (Standort)                    | Kruzifix                             | Eisernes Kreuz mit gusseisernem Corpus, letztes Viertel 19. Jahrhundert. | D-1-79-131-28 | Kruzifix              |
| Dorfstraße 2 (Standort)                 | Ehemaliges Bauernhaus                | Zweigeschossiger Mitterstallbau mit Satteldach, zweite Hälfte 19. Jahrhundert. | D-1-79-131-10 | Ehemaliges Bauernhaus |
| Dorfstraße 5 (Standort)                 | Ehemaliges Bauernhaus                | Zweigeschossiger massiver Mitterstallbau mit Satteldach, zweite Hälfte 19. Jahrhundert. | D-1-79-131-11 | Ehemaliges Bauernhaus |
| Dorfstraße 10 a (Standort)              | Corpus des Wegkreuzes                | Gusseisern, zweite Hälfte 19. Jahrhundert. | D-1-79-131-12 | Corpus des Wegkreuzes |
| Dorfstraße 16 (Standort)                | Einfirsthof                          | Zweigeschossiger Mitterstallbau mit Satteldach, im Kern 18. Jahrhundert, Veränderungen bezeichnet mit 1886. | D-1-79-131-13 | weitere Bilder        |
| Dorfstraße 20 (Standort)                | Ehemaliges Bauernhaus                | Zweigeschossiger Einfirsthof mit Satteldach und verzierter Haustür, um 1880/90 und 1911. | D-1-79-131-14 | weitere Bilder        |
| Gemeindeteile (Standort)                | Katholische Kapelle St. Florian      | Kleiner barocker Giebelbau mit eingestelltem älteren Bildstock, 18. Jahrhundert. | D-1-79-131-2  | weitere Bilder        |
| Grafrather Straße 5 (Standort)          | Ehemalige Schmiede                   | Zweigeschossiger massiver Satteldachbau mit geschnitzter Tür und Mörtelplastik, bezeichnet 1845; ehemalige Werkstatt, angefügter erdgeschossiger Massivbau mit Satteldach, gleichzeitig.                                         | D-1-79-131-6  | weitere Bilder        |
| Grafrather Straße 15 (Standort)         | Ehemaliges Bauernhaus                | Zweigeschossiger Mittertennbau mit Satteldach und Haustür mit Verzierungen, zweite Hälfte 19. Jahrhundert. | D-1-79-131-17 | weitere Bilder        |
| Jesenwanger Straße 8 (Standort)         | Ehemaliges Kleinbauernhaus           | Zweigeschossiger verputzter Mitterstallbau mit Satteldach und vorgezogener Küchenkammer, wohl um 1800, 1872 nach Osten um Austragswohnung erweitert.                                                                             | D-1-79-131-7  | weitere Bilder        |
| Johannishöhe 1 (Standort)               | Landhaus                             | Zweigeschossiger schlichter Satteldachbau mit Sichtziegelmauerwerk, von Alois Ansprenger, 1873, Verlängerung des Hauses in Firstrichtung in gleicher Bauweise um 1985; Hauskapelle, neugotischer Putzbau, 1881; mit Ausstattung. | D-1-79-131-20 | weitere Bilder        |
| Keckweg (Standort)                      | Bildstock                            | Wohl 17. Jahrhundert. | D-1-79-131-3  | Bildstock             |
| Kreuzbergfeld (Standort)                | Bildstock                            | 17./18. Jahrhundert. | D-1-79-131-4  | weitere Bilder        |
| Schulstraße 2; Schulstraße 4 (Standort) | Pfarrhaus                            | Zweigeschossiger Walmdachbau im Heimatstil, um 1920/30; Nebengebäude, teilmassiver Satteldachbau mit ornamentierter Tür, gleichzeitig.                                                                                           | D-1-79-131-19 | weitere Bilder        |

### Grafrath
| Lage                            | Objekt                     | Beschreibung | Akten-Nr.     | Bild                       |
| ------------------------------- | -------------------------- | --- | ------------- | -------------------------- |
| Villenstraße Nord 13 (Standort) | Land- und Mehrfamilienhaus | Dreigeschossiger Krüppelwalmdachbau mit Zierfachwerk und Spitzerker, von Adalbert Schmid, 1907.                         | D-1-79-131-21 | Land- und Mehrfamilienhaus |
| Villenstraße Süd 19 (Standort)  | Wohnhaus                   | Überstandsloser zweigeschossiger Flachsatteldachbau, von Sep Ruf, 1933.                                                 | D-1-79-131-22 | Wohnhaus                   |
| Villenstraße Süd 23 (Standort)  | Villa                      | Mansarddachbau mit zwei polygonalen Eckerkern, in schlichten barockisierenden Jugendstilformen, von Paul Böhmer, 1908.  | D-1-79-131-23 | Villa                      |
| Villenstraße Süd 38 (Standort)  | Villa                      | Zweigeschossiger Satteldachbau mit reich verzierten Holzbalkonen, im Schweizer Landhausstil, von Johann Pittrich, 1902. | D-1-79-131-24 | Villa                      |
| Villenstraße Süd 42 (Standort)  | Landhaus                   | Hoher kubischer Satteldachbau mit historisierenden Elementen und großem Relieftondo, von Baumeister Baader, 1900.       | D-1-79-131-25 | Landhaus                   |

## Ehemalige Baudenkmäler
In diesem Abschnitt sind Objekte aufgeführt, die früher einmal in der Denkmalliste eingetragen waren, jetzt aber nicht mehr. Objekte, die in anderem Zusammenhang also z. B. als Teil eines Baudenkmals weiter eingetragen sind, sollen hier nicht aufgeführt werden. Aktennummern in diesem Abschnitt sind ehemalige, jetzt nicht mehr gültige Aktennummern.

| Lage                                           | Objekt                                | Beschreibung                                                                                        | Akten-Nr.     | Bild                                  |
| ---------------------------------------------- | ------------------------------------- | --------------------------------------------------------------------------------------------------- | ------------- | ------------------------------------- |
| Kottgeisering Ammerseestraße 19 (Standort)     | Verzierte Haustür an einem Bauernhaus | Bezeichnet mit 1852.                                                                                |               | Verzierte Haustür an einem Bauernhaus |
| Kottgeisering Grafrather Straße ()             | Verzierte Haustür                     | Um 1900.                                                                                            |               |                                       |
| Kottgeisering Grafrather Straße 1 (Standort)   | Ehemaliges Bauernhaus                 | Zweigeschossiger Mitterstallbau mit Satteldach, zweite Hälfte 19. Jahrhundert.                      | D-1-79-131-27 | Ehemaliges Bauernhaus                 |
| Kottgeisering Jesenwanger Straße 10 (Standort) | Wohnteil des ehemaligen Bauernhauses  | Zweigeschossiger verputzter Satteldachbau mit verzierter Haustür, zweite Hälfte 19. Jahrhundert.    |               | Wohnteil des ehemaligen Bauernhauses  |
| Reichertsried Reichertsried 1 (Standort)       | Hölzerner Türstock mit Haustür        | Bezeichnet mit 1854; Giebelfigur heiliger Florian, 18./19. Jahrhundert, am Wohnteil des Einödhofes. |               | Hölzerner Türstock mit Haustür        |